# Dimos Nestorio
Dimos Nestorio (Nestorio) är en kommun i Grekland.   Den ligger i prefekturen Nomós Kastoriás och regionen Västra Makedonien, i den nordvästra delen av landet, 400 km nordväst om huvudstaden Aten. Antalet invånare är 3 129.